# Gliese 638
Désignations
Gliese 638 est une étoile située à ∼ 32,1 a.l. (∼ 9,84 pc) de la Terre dans la constellation d'Hercule. Il s'agit d'une des étoiles les plus proches du système solaire.
Gliese 638 est une naine orange de type spectral K7,5 Ve. Sa taille est d'environ 61 % celle du Soleil et sa luminosité de seulement 10,7 %.